# エタール射
エタール射（エタールしゃ、étale morphism）とは、数学において有限型スキーム間の平坦かつ不分岐な射のこと。「étale」という形容詞は複素解析幾何学（géométrie analytique complexe）における古典的な概念「domaine étalé」から採られた。

## 不分岐
{\displaystyle f:X\rightarrow Y}を体 k 上の有限型スキーム間の射とする。X の任意の点 x と Y の点 y=f(x) にたいして、
- {\displaystyle m_{y}.O_{X,x}=m_{x}}

- k(x) が k(y) の分離代数拡大。

が成り立つこと。ただし、{\displaystyle O_{X,x}} は x での局所環、{\displaystyle m_{x}} および k(x) はその極大イデアルおよび剰余体である。

## 平坦
可換環論における平坦性の概念は前提とする。上記の記号を流用し
F を {\displaystyle O_{Y}} 加群層とする。F が Y 上平坦とは、任意のxに対し {\displaystyle F_{y}} が平坦 {\displaystyle O_{Y,y}} 加群になることをいう。F として {\displaystyle O_{X}} をとって X の Y 上の平坦性が定義される。